# Cornelis de Graeff

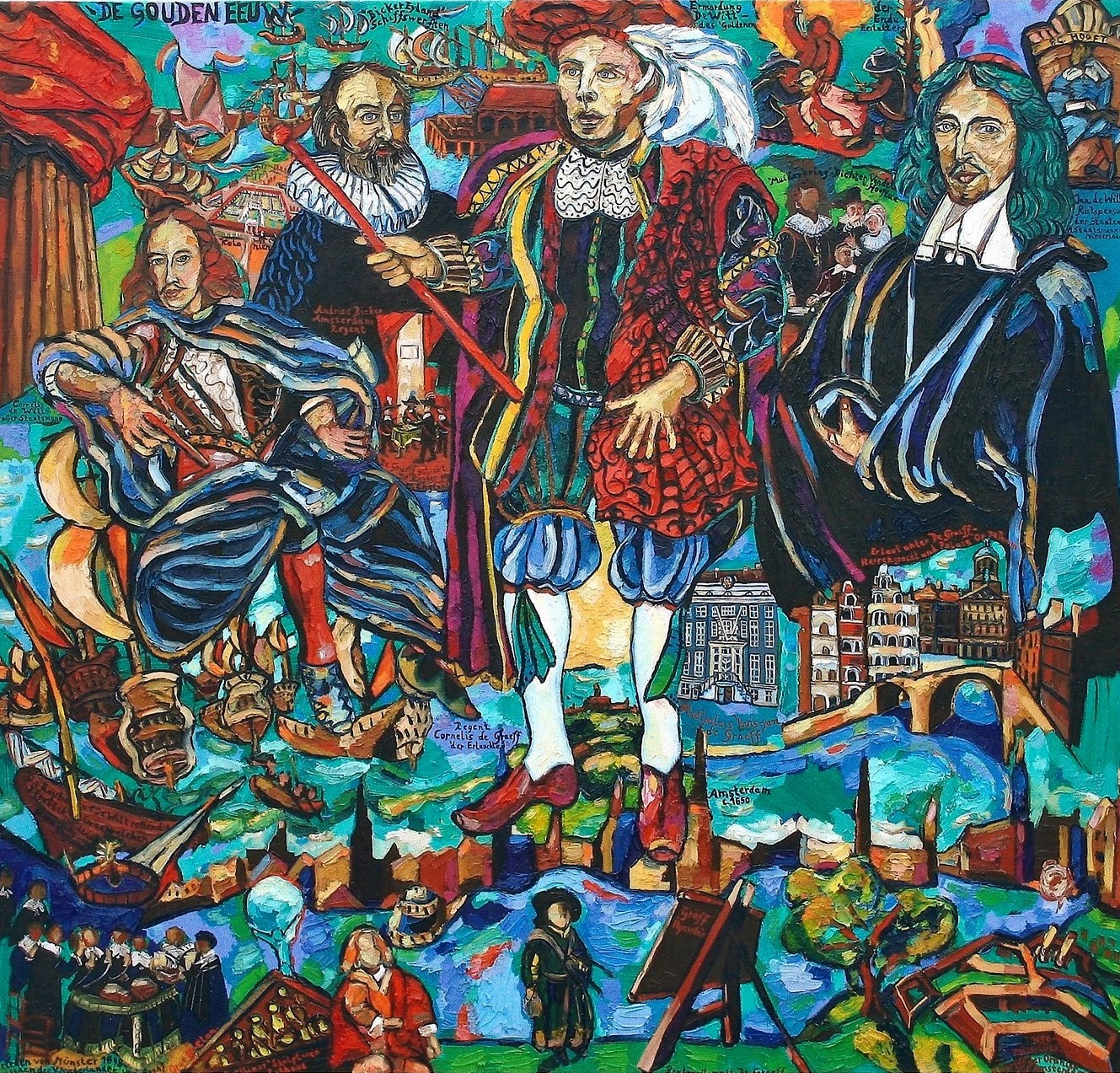
Historisk målning "De Gouden eeuw" om familjen De Graeff i den holländska guldåldern. Huvudpersonerna visas runt Cornelis de Graeff (mitten) och hans släktingar Johan de Witt (höger), Cornelis de Witt (vänster) och Andries Bicker (andra från vänster) samt några anmärkningsvärda händelser från denna tid. (Målning av Matthias Laurenz Gräff, 2007)

Cornelis de Graeff, född 15 oktober 1599 i Amsterdam, död 4 maj 1664, Friherre av Zuid-Polsbroek, var en holländsk statsman, diplomat, regent och borgmästare av Amsterdam. Under nederländska stormaktstiden styrde De Graeff tillsammans med sin bror Andries och sin brorson Johan de Witt Generalstaterna.

## Biografi
Cornelis de Graeff kom från familjen De Graeff, som tillsammans med familjen Bicker genom äktenskap hade den politiska makten i Amsterdam, Holland och slutligen i Republiken de sju förenade provinserna. De Graeff föddes som son till Jacob Dircksz de Graeff  och hans hustru Aeltje Boelens Loen. De Graeff gifte sig 14 augusti 1635 med Catharina Hooft.
De Graeff var rådsherre i Amsterdam och som tack för sina insatser utsågs han 1643 till Amsterdams borgmästare. På det sättet blev han, tillsammans med sin kusin Andries Bicker en viktig maktfaktor.  På uppdrag av familjerna De Graeff, Bicker och arbetade man för att förhindra att det spanska inflytandet återupprättades. Detta skedde bland annat genom Spansk-nederländska kriget som slutade med freden i Münster (1648). I mitten av 1600-talet var De Graeff en av de mest inflytelserika republikanerna och statsmansregenterna i republiken och en motståndare till de politiska ambitionerna i Huset Oranien. Hans politiska hållning var kännetecknande för hans familj: å ena sidan libertin och statssinnad, å andra sidan, om än i begränsad utsträckning, lojal mot Orangerna.

### Krig med England och Sverige
Då de Graeff tillträdde låg Holland i krig med England som slutade med freden i Westminster 1654. Freden var inte till Hollands fördel, men de Graeff och de Witt var något så när nöjda. Bland fredsvillkoren ingick en hemlig artikel, som uteslöt Huset Nassau-Oranien från alla statliga ämbeten i Holland. Karl X Gustavs framgångar i krig mot Polen och Danmark (1655–1660) ledde, trots att Sverige försökte blidka Holland med handelsförmåner, till fientligheter mellan Holland och Sverige. I syfte att förhindra Sverige att få kontroll över Öresund motarbetades dessa försök av De Witt och De Graeff.